# Посолство на България в Осло
Посолството на България в Осло е официална дипломатическа мисия на България в Норвегия. Посланик от 2023 година насам е Десислава Иванова.
То е разположено на ул. „Tidemandsgate“ № 11. Връзки с посолството: e-mail: Embassy.Oslo@mfa.bg.

## Посланици на България в Норвегия
- Лалю Ганчев – посланик (от 16.02.1965)
- Борис Попов – посланик (от 16.10.1970)
- Димитър Виячев – посланик (от 15.11.1973)
- Георги Атанасов – посланик (от 20.03.1980)
- Огнян Дойнов – посланик (от 1989)
- Димитър Кисимов – посланик (от 27.09.1970)
- Антоанета Приматарова – посланик (от 25.02.1993)
- Жасмин Попова – посланик (от 25.07.1998)
- Ганчо Ганев – посланик (от 05.03.2003)
- Никола Карадимов – посланик (от 7.12.2006)
- Румяна Митрева – посланик (от 6.05. 2014 до 15.07.2018)
- Вера Шатилова – посланик (от 29.07.2019)